# ماریگو (سنت مارتین)
ماریگو (سنت مارتین) (به فرانسوی: Marigot, Saint Martin) یک زیستگاه انسانی در فرانسه است که در سنت مارتین فرانسه واقع شده‌است.

## خصوصیات
ماریگو ۵٬۷۰۰ نفر جمعیت دارد.